# Martika
Martika, echte naam: Marta Marrero (Whittier (California), 18 mei 1969) is een Amerikaanse popartieste die rond 1989-1991 enkele hits scoorde, met name in de Verenigde Staten. In Nederland is ze bekend van Toy soldiers, Martika's kitchen en Love, Thy Will Be Done; de laatste twee hits werden vrijwel geheel door Prince geschreven en geproduceerd.

## Discografie

### Singles
| Jaar | Titel                      | Album             | UK | US | NL | BE | Australië |
| ---- | -------------------------- | ----------------- | -- | -- | -- | -- | --------- |
| 1988 | "More Than You Know"       | Martika           | 15 | 18 | -  | -  | 32        |
| 1989 | "Toy Soldiers"             | Martika           | 5  | 1  | 17 | 32 | 5         |
| 1989 | "I Feel the Earth Move"    | Martika           | 7  | 25 | -  | 33 | 2         |
| 1990 | "Water"                    | Martika           | 59 | -  | -  | -  | 98        |
| 1991 | "Love... Thy Will Be Done" | Martika's Kitchen | 9  | 10 | 30 | 28 | 1         |
| 1991 | "Martika's Kitchen"        | Martika's Kitchen | 17 | 92 | 38 | 40 | 29        |
| 1992 | "Coloured Kisses"          | Martika's Kitchen | 41 | -  | -  | -  | 39        |